# 小行星1073
小行星1073（1073 Gellivara）是一颗围绕太阳公转的小行星。1923年9月14日，約翰·帕利扎在维也纳发现了此天体。
該小行星以瑞士的城市耶利瓦勒命名。
这颗小行星的绝对星等为11.77等。